# Брускета
Брускета (итал. bruschetta) је италијански антипасто тј. предјело који се састоји од препеченог хлеба често преливеног маслиновим уљем и сољу. Најчешће се сервира са преливима од парадајза, поврћа, пасуља, сувог меса и/или сира. У Италији се брускета често припрема на посебном роштиљу званом брустолина.

## Врсте
Популарна врста брускета је са парадајзом. Рецепт популаран ван Италије укључује босиљак, свеж парадајз, бели лук и моцарелу. Брускете се обично служе као ужина или предјело. У неким земљама, припремљени прелив се продаје као брускета.
У региону Абруцо у Италији, служи се варијанта брускета прављена са саламом која се зове вентрицина. Вентрицина се прави од сировог свињског меса и зачина који одлеже у свињској бешици, а паста се наноси на отворене кришке хлеба које се понекад пеку на роштиљу.
Јело је настало као начин коришћења хлеба који је устајао.
Према Међународном кулинарском центру, термин брускета се понекад користи и за кростини и тосканско јело фетунта. У Тоскани се фетунта обично служи без прелива, посебно у новембру, да би се пробало прво уље у сезони.

## Историја
Брускета је први пут документована на енглеском језику 1954. године у књизи Италијанска храна (Italian Food )британске куврице Елизабет Дејвид. У  књизи каже о да се „брускете једу са тек направљеним уљем“ у областима Тоскане и Умбрије које производе маслиново уље.
Ваверли Рут и Марцела Хазан откриле су да брускета воде порекло до старог Рима. Према Рут, стари Римљани су звали брускете clustrum или crustulum. Натпис пронађен у сабињанском граду Cures документује да се кластрум делио људима заједно са мулсумом, врстом медоваче са вином, на важне празнике као што су Сатурналије.Хазан наводи да је порекло брускета „вероватно старо колико и само маслиново уље“. У старом Риму, први укус маслиновог уља био је „вероватно на комаду хлеба натопљеним уљем који је могао бити натрљан белим луком“. У модерно доба, брускета је била главна понуда у траторијама као штедљива варијанта. Временом је стекла популарност и ушла у кухиње виших друштвених слојева.
Међународни кулинарски центар датира брускете у средњи век, када су се надеви служили на хлебу уместо на тањирима.

## Етимологија
Именица bruschetta (множина bruschette) потиче од глагола bruscare на романеско дијалекту, што је еквивалент италијанској речи abbrustolire што значи наздравити, или пећи на угљу.
У Сједињеним Државама, ова реч се понекад користи за припремљен прелив, који се продаје у теглама и обично на бази парадајза.
- Брускете са сецканим парадајзом и босиљком
- Брускете са маслиновим уљем и пршутом